# إيريك هانسن (لاعب شطرنج)
إيريك هانسن Eric Hansen (ولد في 24 مايو 1992) لاعب شطرنج كندي يحمل لقب أستاذ كبير.

## حياته
- ولد في 24 مايو 1992 في إيرفين كاليفورنيا في الولايات المتحدة الأمريكية.
- نشأ في كالجاري ألبرتا في كندا، ويحمل الجنسيتين الأمريكية والكندية.

## إنجازات
- كان أصغر لاعب يفوز ببطولة ألبرتا للشطرنج، وفاز بها أعوام 2009، 2011 و2013.
- شارك في كأس الاتحاد الدولي للشطرنج في 2011 و2013.
- مثل كندا في أولمبياد الشطرنج منذ عام 2012.
- فاز بالمركز الثاني في بطولة كندا المغلقة في 2011 خلف اللاعب باتور سامبويف.
- فاز ببطولة كندا المفتوحة التي أقيمت في فكتوريا في بريتش كولومبيا في يوليو 2012.
- يعتبر ثاني أصغر لاعب شطرنج كندي يحصل على لقب أستاذ كبير بعد مارك بلوفشتاين.
- يشتهر إريك هانسن بأنه لاعب قوي في الشطرنج الخاطف والناري، على الرقعة الطبيعية وفي مواقع الأنترنت. حيث يلعب على مواقع مثل إنترنت تشيس كلاب، وتشيس دوت كوم، وتشيس كيوب، وبلاي تشيس دوت كوم، ولاي تشيس دوت أورج.

## روابط خارجية
- إيريك هانسن على موقع الاتحاد الدولي للشطرنج (الإنجليزية)
- إيريك هانسن على موقع مباريات الشطرنج (الإنجليزية)
- إيريك هانسن على موقع 365Chess.com (الإنجليزية)
- إيريك هانسن على موقع Chesstempo.com (الإنجليزية)
- إيريك هانسن سجل أولمبياد الشطرنج على موقع OlimpBase.org (الإنجليزية)